# إرلينغ بيدرسن
إرلينغ بيدرسن (بالنرويجية البوكمول: Erling Pedersen)‏ هو كاتب للأطفال ومدرس وكاتب وكاتب مسرحي نرويجي، ولد في 15 يناير 1947 في Rauma, Norway ‏ في النرويج.

## وصلات خارجية
- إرلينغ بيدرسن على موقع IMDb (الإنجليزية)